# Papiermühle Velké Losiny
Die Papiermühle Velké Losiny ist eine Papiermühle in Velké Losiny (deutsch Groß Ullersdorf) im Okres Šumperk (Bezirk Mährisch Schönberg). Die im 16. Jahrhundert begonnene Herstellung von Büttenpapier wird bis heute fortgesetzt. Als älteste kontinuierlich in Betrieb befindliche Papiermühle Tschechiens wurde sie zum Nationalen Kulturdenkmal erklärt.

## Geschichte
Bereits vor dem 16. Jahrhundert befand sich in Groß Ullersdorf eine mit dem Wasser der Desná betriebene Getreidemühle. Diese wurde von Jan von Žerotín dem Jüngeren aus dem alten mährischen Adelsgeschlecht der Žerotín erworben und zwischen 1591 und 1596 zu einer Papiermühle umgebaut. Der Bestand im Jahr 1596 ist belegt, dieses Jahr ist zusammen mit dem Wappen der Besitzer im  Wasserzeichen des ältesten erhaltenen Papiers enthalten.
Die Region entwickelte sich zu einem Zentrum der Papierherstellung, eine Papiermühle befand sich auch im Nachbarort Jindřichov (Heinrichsthal), an den Standorten in Lukavice (Lukawetz) und Olšany (Olleschau) entwickelten sich aus den Papiermühlen bis heute aktive moderne Papierfabriken.
Im Jahr 1729 wurde das vermutlich erste Stampfwerk Mährens in Betrieb genommen. In der Zeit des Aufschwungs erfolgte an der Wende zum 19. Jahrhundert die Umgestaltung der Außenfassade im spätbarocken Stil.
Als technische Innovation wurde 1913 im Mühlkanal ein Generator installiert und es wurden für die damalige Zeit modernste Maschinen angeschafft.

## Gegenwart
Die Herstellung von handgeschöpftem Büttenpapier höchster Qualität wird bis heute fortgesetzt, beliefert werden der europäische und amerikanische Markt.
1987 wurde ein Museum eingerichtet, in dem die historische Entwicklung der Papierherstellung dokumentiert wird und die Arbeitsvorgänge der Produktion beobachtet werden können.
Seit 2002 ist die Papiermühle Velké Losiny als Nationales Kulturdenkmal Tschechiens ausgewiesen. Die Versuche, die Mühle auch als Weltkulturerbe der UNESCO listen zu lassen, blieben bisher erfolglos.